# جورج بارفيت مبيدا ميسي
جورج بارفيت مبيدا ميسي (بالفرنسية: Georges Parfait Mbida Messi)‏ (مواليد 8 ديسمبر 1980) لاعب كرة قدم كاميروني يلعب لصالح بورسيلينا الأنغولي في خط الوسط.

## المسيرة الرياضية
ولد ميسي في ياوندي وبدأ اللعب بشكل احترافي مع فريقي مسقط رأسه تونير ياوندي وكانون ياوندي ثم احترف في الخارج في تشايكور ريزه سبور التركي حيث لعب بالكاد خلال موسم 2000-01 عندما احتل الفريق المركز التاسع في الدوري التركي الممتاز.
بعد مغادرته كانون ياوندي لعب في بلجيكا مع لوكيرين البلجيكي لكن نادرا ما لعب في صفوف الفريق في الدوري البلجيكي الممتاز. بعد بضعة أشهر انتقل إلى قطر ثم انتقل ميسي إلى بلد آخر البرتغال وتعاقد مع فريق الدرجة الثانية أولهانينسي ولعب في موسمين أربعة وعشرين مباراة.
في موسم 2008-09 لعب ميسي واحد من أفضل مواسمه كمحترف حيث سجل هدفين في 27 مباراة غالبا كبديل وساهم في صعود فريق الغرب إلى الدوري البرتغالي الممتاز للمرة الأولى منذ أربعة وثلاثين سنة. في يناير 2010 غادر أولهانينسي وانضم إلى إنتر كلوب في أنغولا وفاز مع فريق العاصمة لواندا بدوري أنغولا الممتاز.

## الإنجازات
- أولهانينسي
  - الدرجة الثانية (1): 2008-09
- إنتر كلوب
  - الدوري الممتاز (1): 2009-10